# Alavieska
Alavieska je obec v provincii Severní Pohjanmaa. Počet obyvatel obce je 2 799 (2008), rozloha 252,98 km² (z toho 1,66 km² připadá na vodní plochy). Hustota zalidnění je pak 11,14 obyv./km². Obec je finskojazyčná.

## Vesnice
Obec Alavieska tvoří tyto vesnice: Kirkonkylä, Kähtävä, Someronkylä, Taluskylä, Kääntä, Jukulainen, Saarenkylä